# Chongqing Liangjiang Athletic
Chongqing Liangjiang Athletic Football Club was een Chinese voetbalclub uit Chongqing. De club is opgericht op 19 augustus 2000. In 2003 werd Yunnan Hongta opgekocht en de teams werden samengevoegd. De thuiswedstrijden werden gespeeld in het Datianwan Stadium gespeeld, dat plaats biedt aan 32.000 toeschouwers. Jordi Cruijff was er trainer tussen 2018 en 2019. De clubkleuren waren rood-blauw. In 2022 hield de club op met bestaan.

## Gewonnen prijzen
- Jia League B
  - Winnaar (1): 2000
- FA Cup
  - Winnaar (1): 1996

## Naamswijzigingen
- 1995: Qianwei (Vanguard) Wuhan (前卫武汉)
- 1995: Qianwei (Vanguard) FC (前卫俱乐部)
- 1996–98: Qianwei (Vanguard) Huandao (前卫寰岛)
- 1999–00: Chongqing Longxin (重庆隆鑫)
- 2000–02: Chongqing Lifan (重庆力帆)
- 2003: Chongqing Lifan Xinganjue (重庆力帆新感觉)
- 2004: Chongqing Qiche (重庆奇伡)
- 2005–16: Chongqing Lifan (重庆力帆)
- 2017–2021: Chongqing Dangdai Lifan (重庆当代力帆)
- 2021– : Chongqing Liangjiang Athletic

## Bekende (ex-)spelers
- Petar Bojović
- Adrian Leijer